# Mariawald
Opatija Mariawald danas je jedini muški samostan redovnika trapista u Njemačkoj. Trapisti u njemu žive, mole i rade od 1862. godine. Nekoliko trapista iz ovog samostana, predvođenih Franzom Pfanerom, utemeljili su trapistički samostan "Marija Zvijezda" nedaleko Banje Luke u Bosni 1869. godine.
Samostan su u 15. stoljeću osnovali cisterciti. Godine 1795. samostan je zbog širenja Francuske revolucije zatvoren, a monasi su rastjerani. Od šezdesetih godina 19. stoljeća naseljavaju ga trapisti iz opatije Oelenberg i tako samostan Mariawald postaje kuća trapističkog reda. Između 1875. i 1887. godine samostan je ponovno napušten zbog Kulutrkampfa s Pruskim vlastima. Monasi su bili prisiljeni i po treći put napustiti samostan za vrijeme nacističkog režima u Njemačkoj, tijekom Drugog svjetskog rata (1941. – 1945.). Raspršeni monasi opatije Mariawald vratili su se po završetku rata i nastavili redoviti samostanski život.

## Galerija slika
- Opatija Mariawald

## Vanjske poveznice
- Trapistička opatija Mariawald